# 田代山 (帝釈山脈)
田代山（たしろやま）は、帝釈山脈にある標高1,971mの山。山頂は福島県南会津郡南会津町に位置するが、山体は南会津町と栃木県日光市にまたがる。尾瀬国立公園の一部をなす。

## 概要
広大で平坦な頂上部に田代山湿原が広がり、尾瀬国立公園の特別保護地区に指定されている。高山植物が豊富で、キンコウカ・イワカガミ・タテヤマリンドウ・ヒメシャクナゲ・モウセンゴケなどが見られるほか、帝釈山に至る登山道沿いにはオサバグサが群生する。
頂上部にある湿原の北東端、標高1,926.3mの地点に三等三角点「田代山」があり、そのために田代山自体の標高が1,926mとされることもあるが、最高地点の標高は1,971mである。
山頂には休憩所、トイレ、避難小屋がある。田代山避難小屋は弘法大師堂とも呼ばれ、弘法大師坐像が祀られている。

## 登山ルート
- 湯ノ花温泉 - 猿倉登山口 - 田代山
猿倉登山口には駐車場（約50台）がある[1]。猿倉登山口から途中の小田代までは高低差があり、上りが70分、下りが40分程度である[1]。小田代から田代山山頂までは50分程度である[1]。
- 木賊温泉 - 木賊登山口 - 田代山
- 檜枝岐温泉 - 馬坂峠登山口 - 帝釈山 - 田代山

## 周辺の山小屋
- 田代山避難小屋（弘法大師堂）

## 近隣の山
- 枯木山
- 帝釈山
- 白身山
- 台倉高山

## 画像集

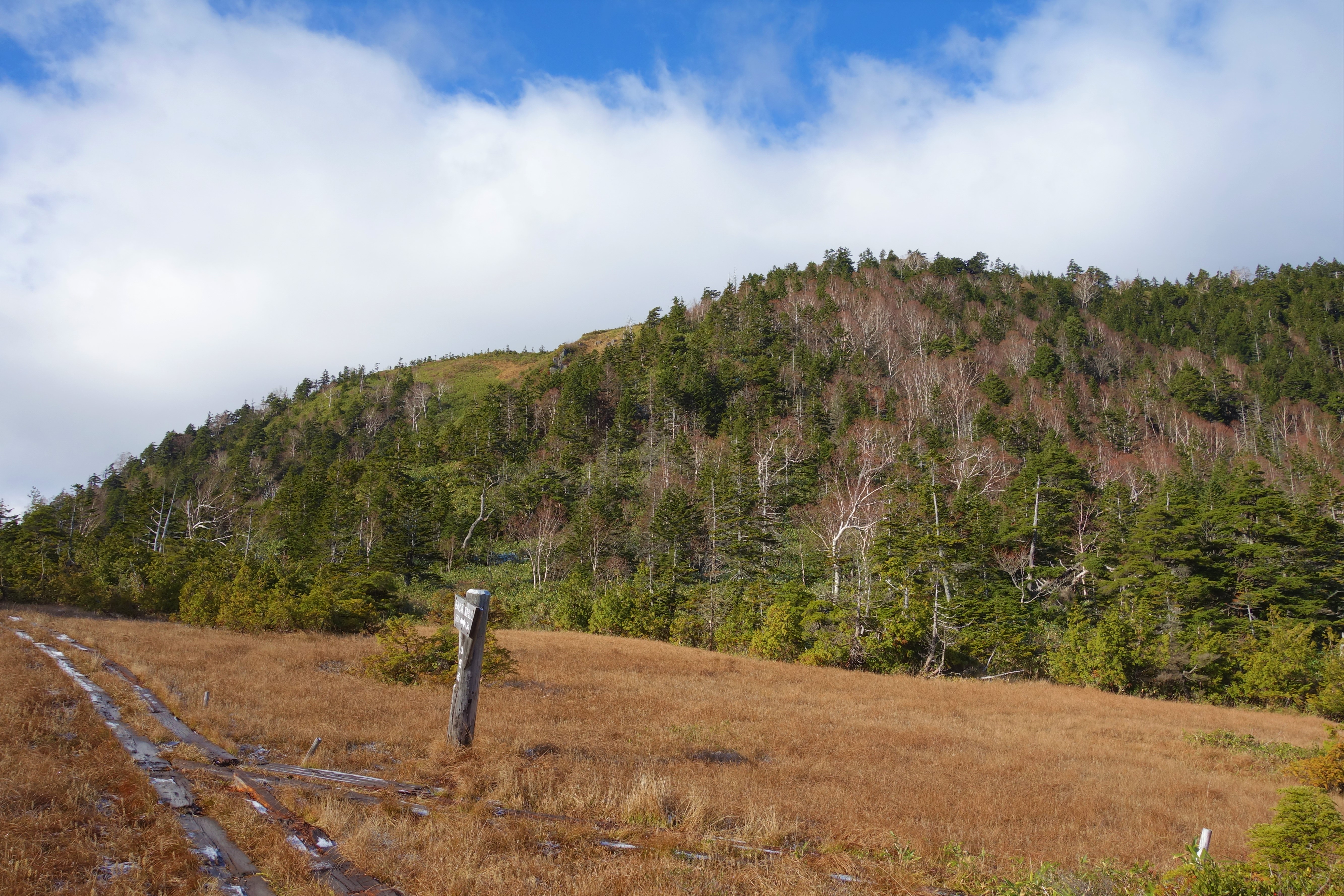
小田代からの田代山
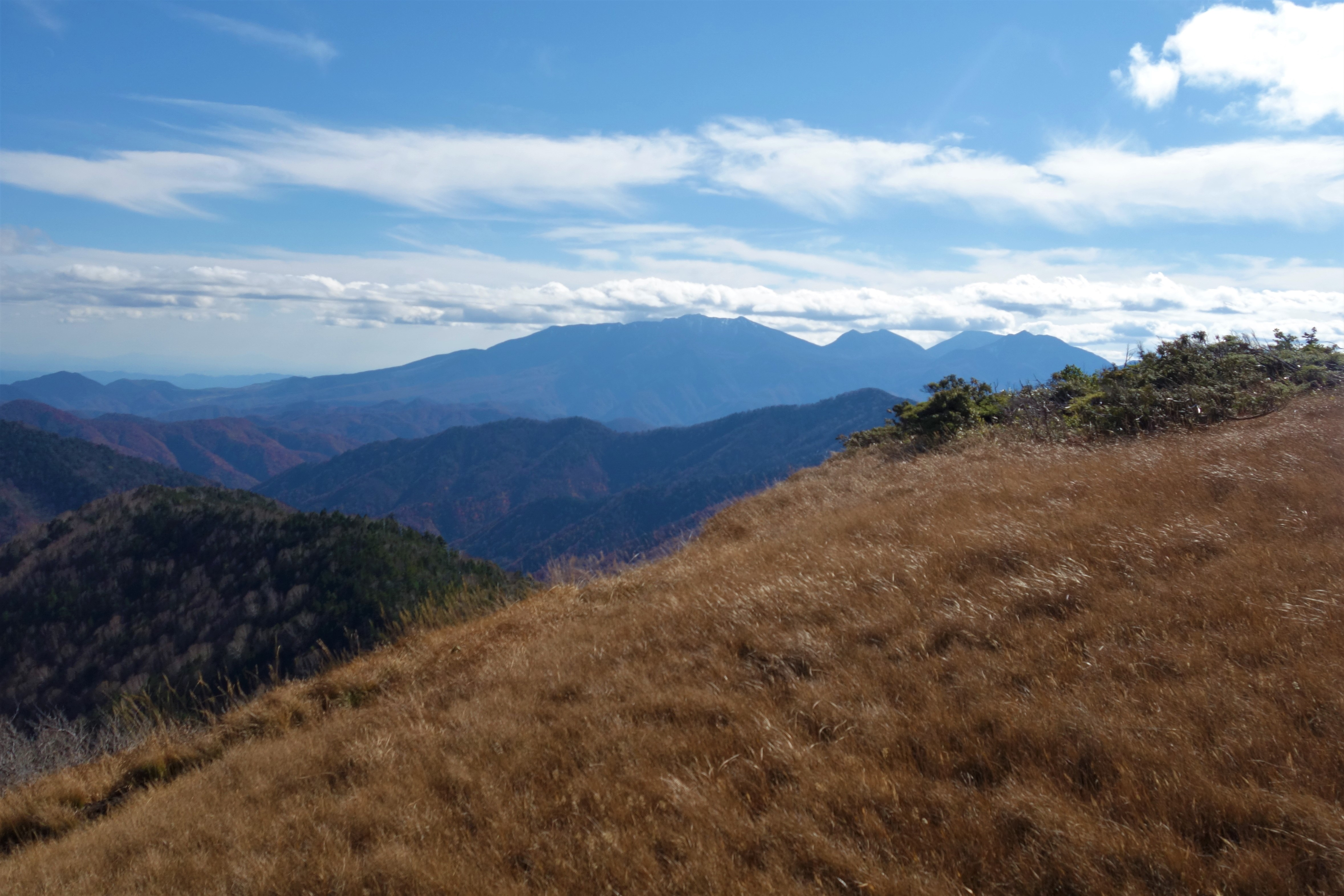
田代山からの日光連山
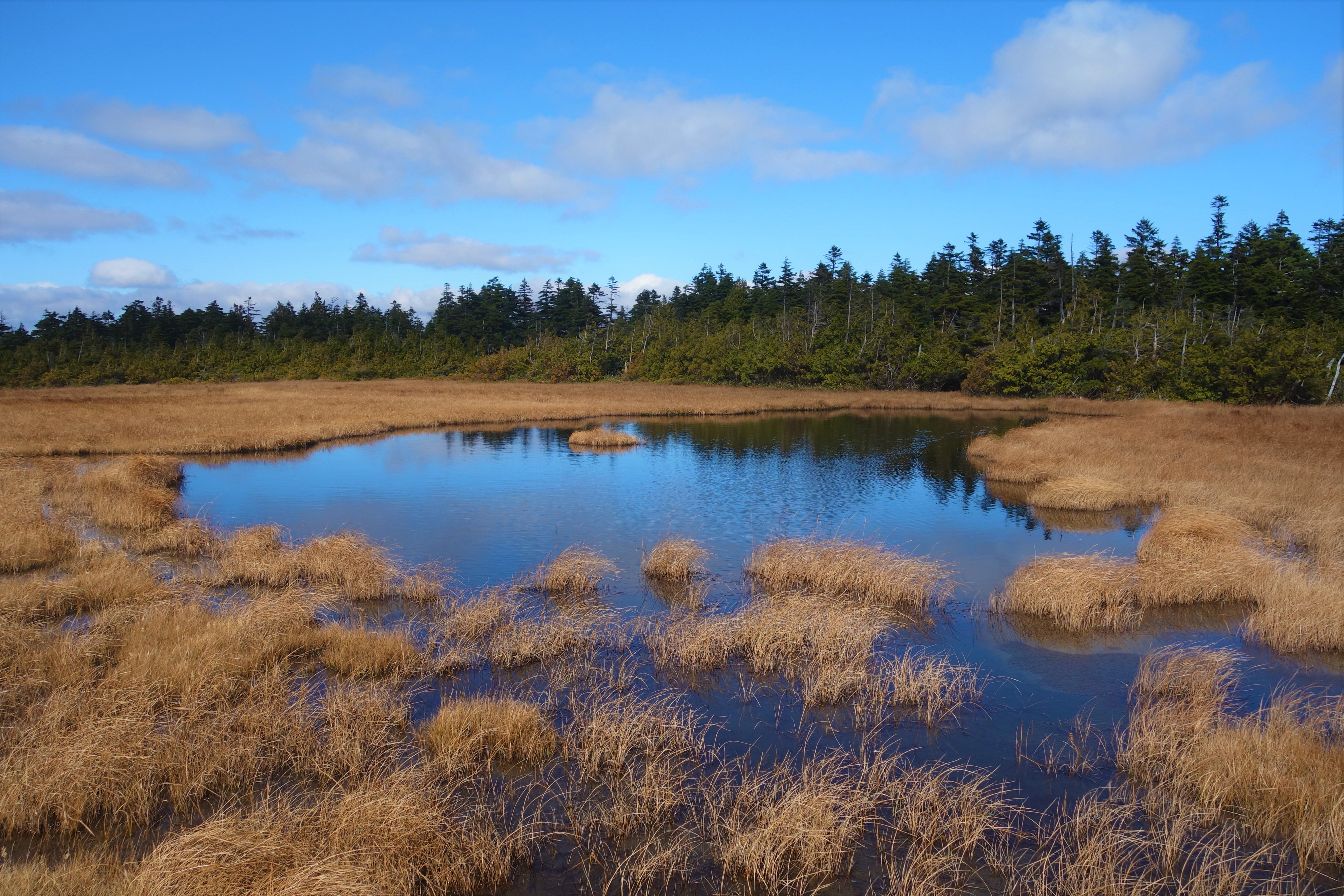
田代山湿原の弘法沼
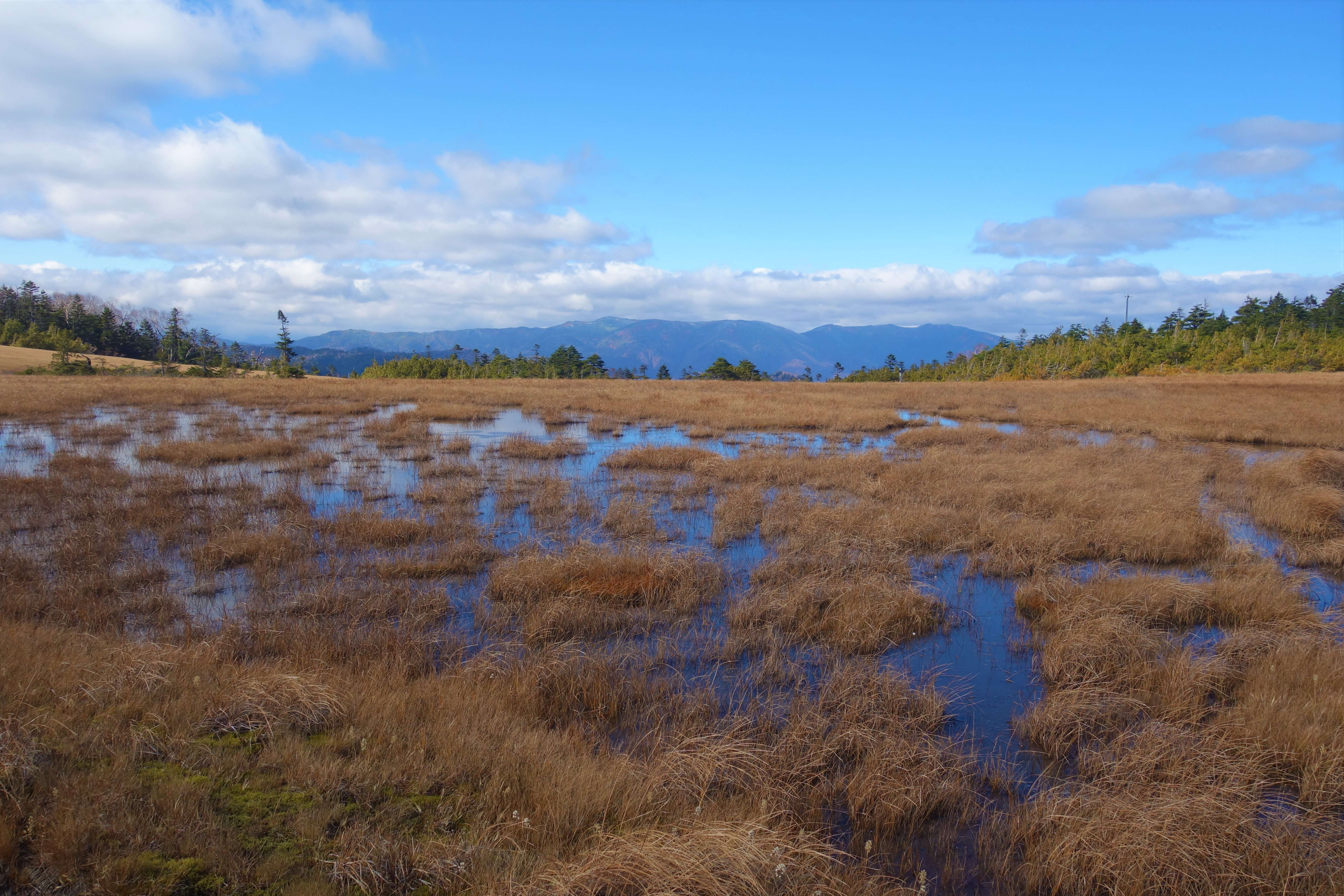
田代山湿原からの会津駒ヶ岳
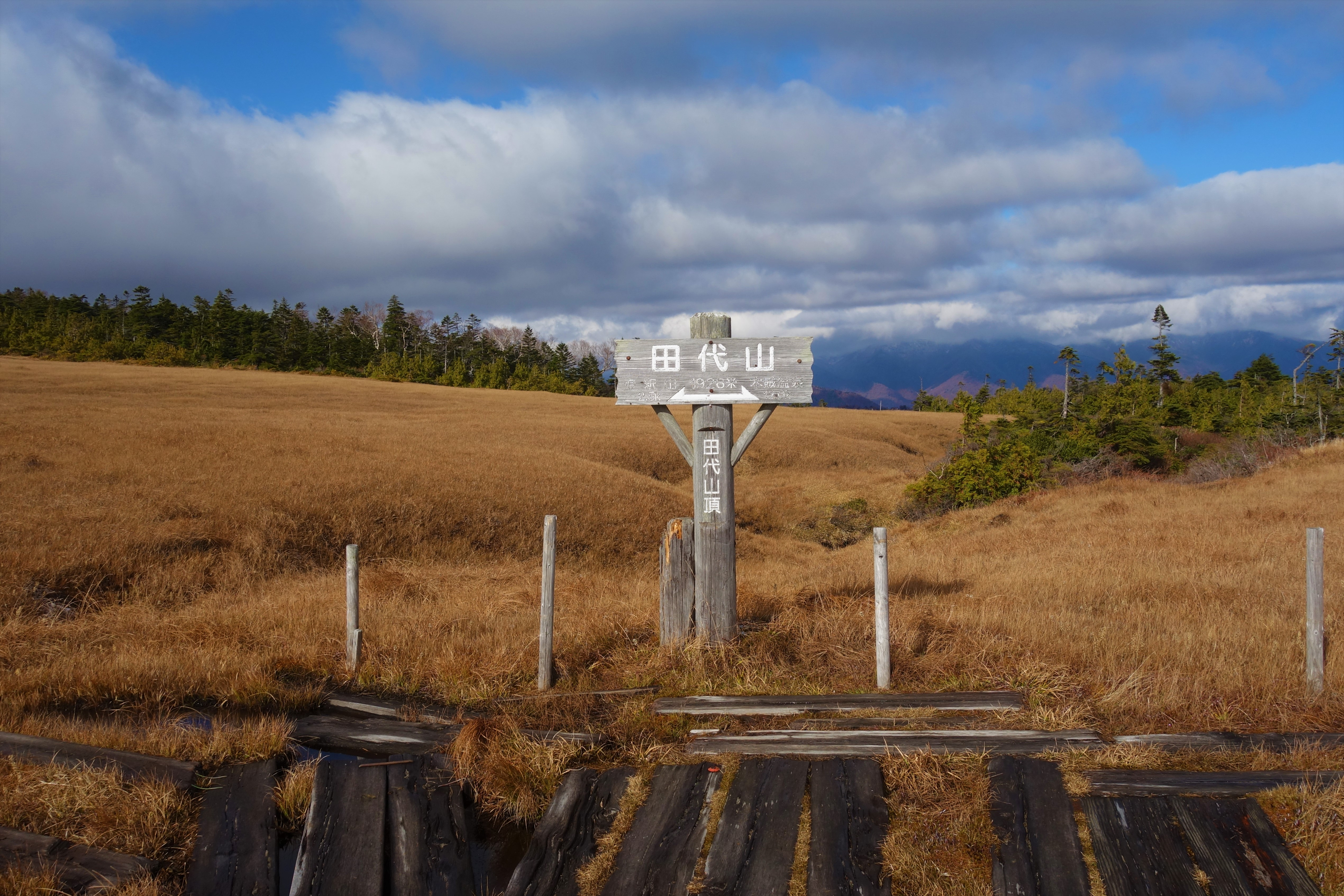
田代山山頂
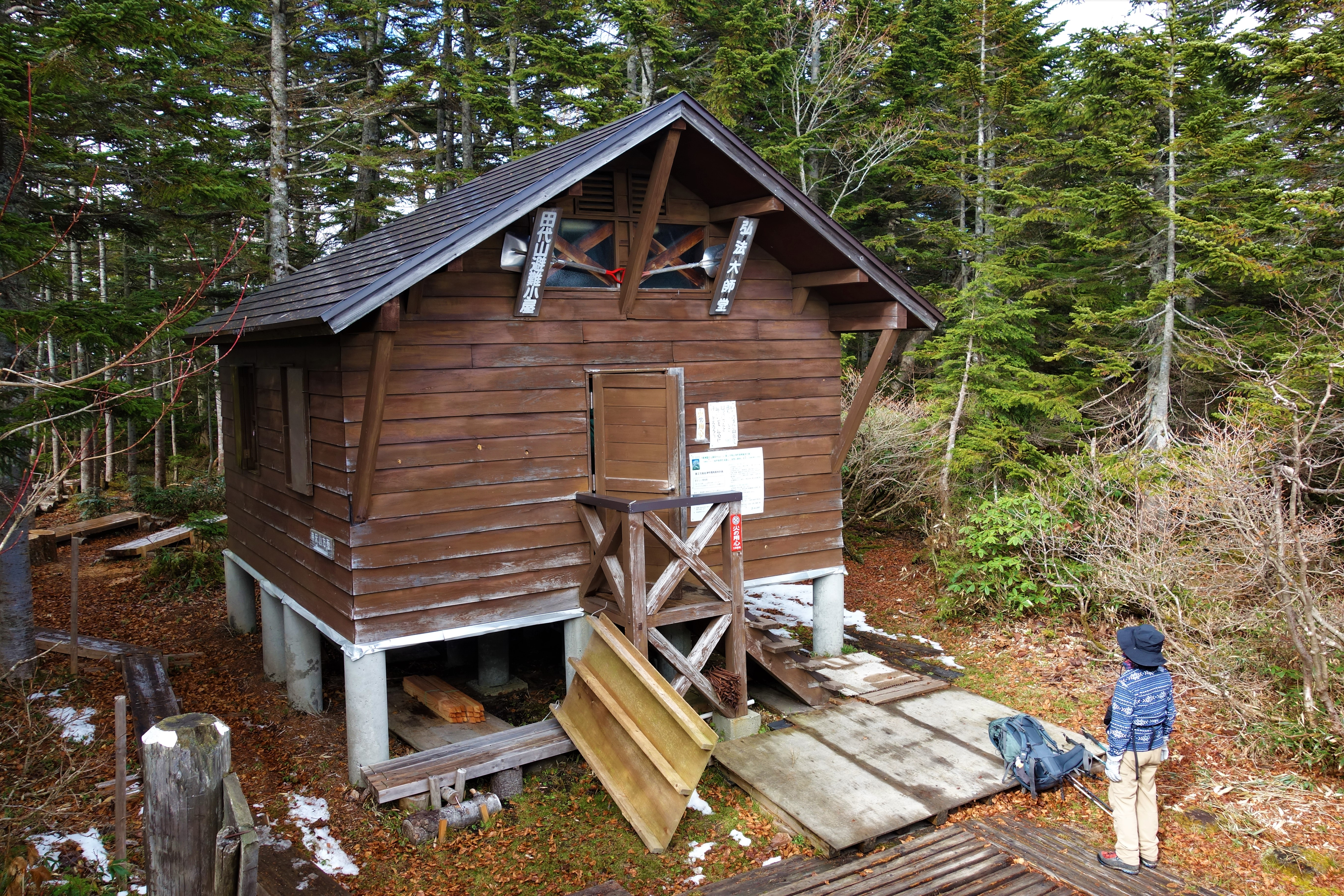
田代山避難小屋
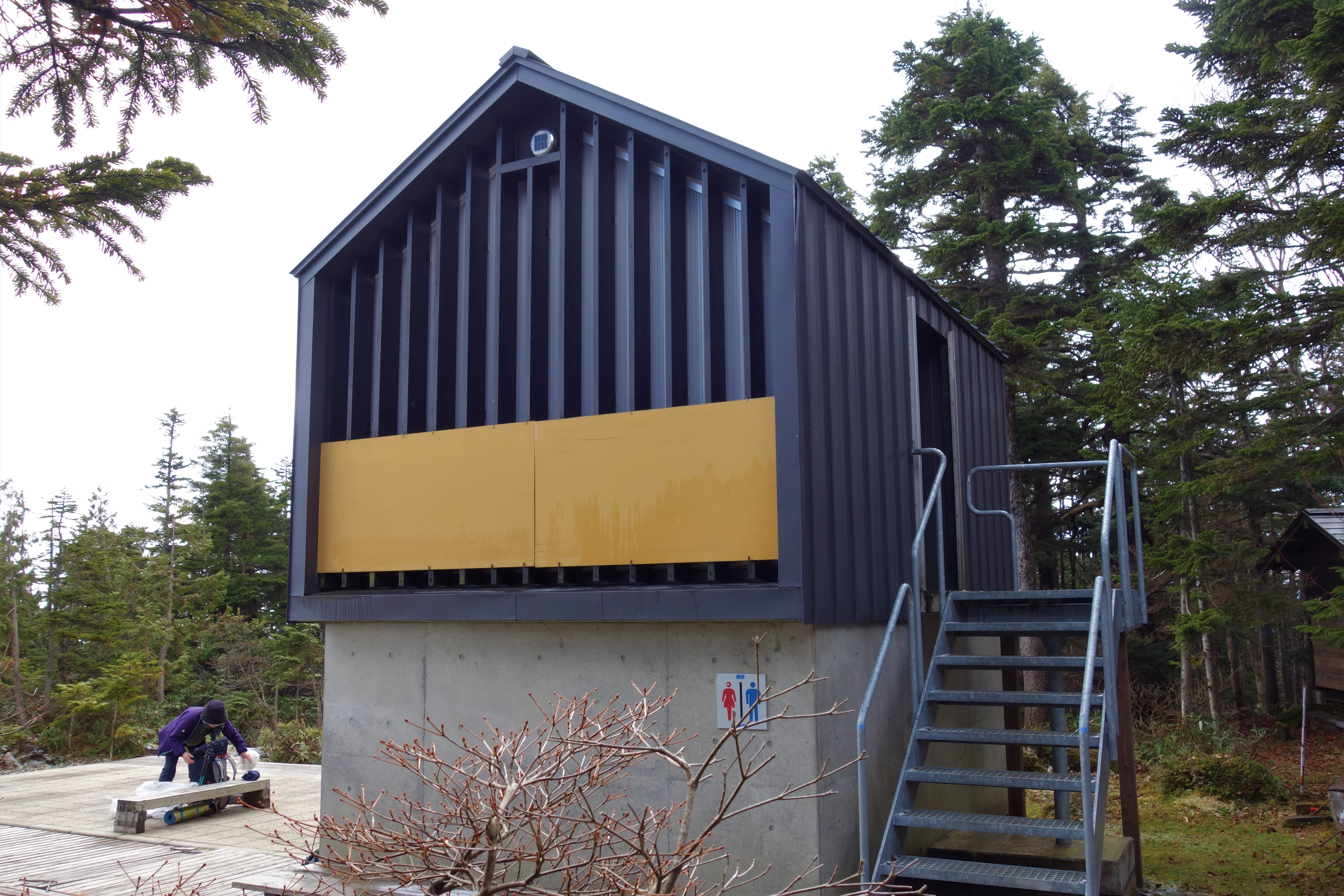
田代山避難小屋横のトイレ
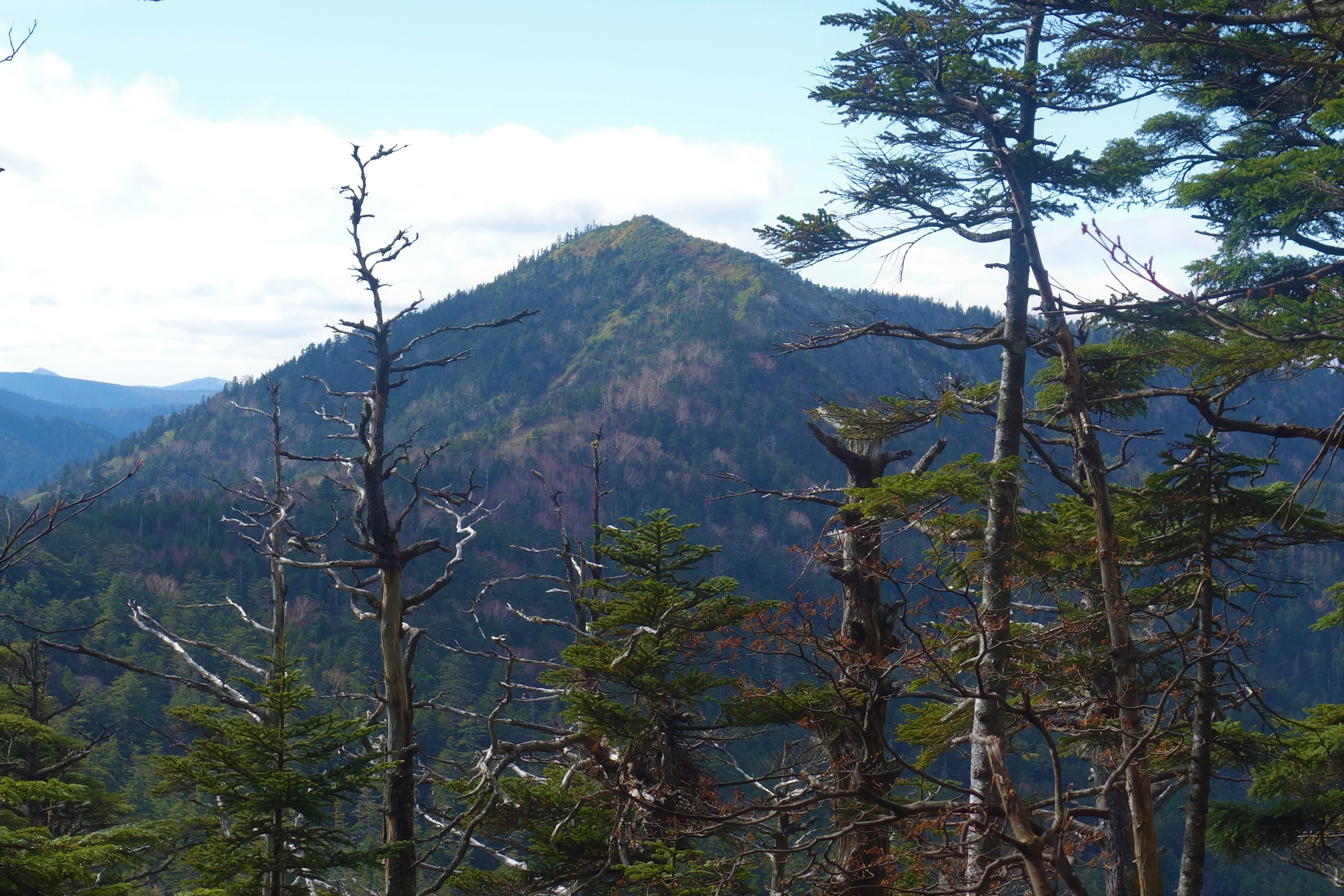
田代山避難小屋裏から見た帝釈山